# Siemaszkoa annae
Siemaszkoa annae är en svampart som först beskrevs av T. Majewski, och fick sitt nu gällande namn av I.I. Tav. & T. Majewski 1976. Siemaszkoa annae ingår i släktet Siemaszkoa och familjen Laboulbeniaceae.   Inga underarter finns listade i Catalogue of Life.